# مدفع دوامة الهواء

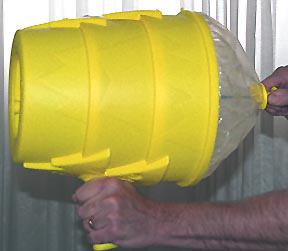
بلاستيك بريان جوردان ايرزوكا

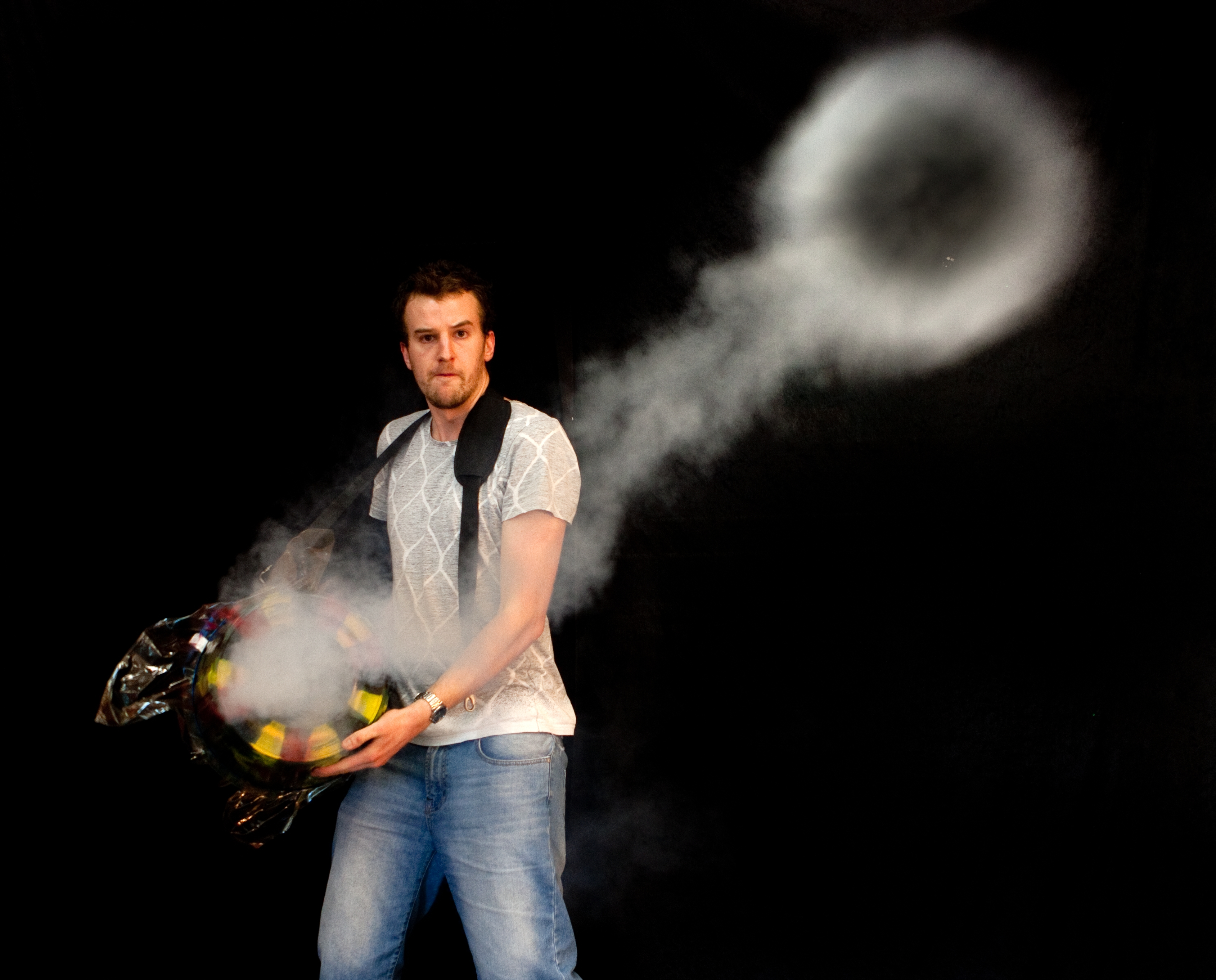
حلقة الدخان التي تنتجها لعبة حلقة دوامة محلية الصنع.

مدفع دوامة الهواء هي  لعبة تطلق دوامات هوائية على شكل كعكة دائرية - تشبه حلقات الدخان (بالإنجليزية: smoke rings)‏ ولكنها أكبر وأقوى وغير مرئية.
يتكون التصميم من برميل قصير وعريض مع مستدق طفيف، مغلق بواسطة حجاب مرن في الطرف الأكبر. يتم توصيل الحجاب الحاجز داخليًا بالبرميل بواسطة شرائط مرنة. يتم "تسليح" المدفع عن طريق سحب الحجاب الحاجز للخارج، وتمديد الأشرطة المرنة، ويتم "إطلاقه" عن طريق إطلاق الحجاب الحاجز. يدفع الحجاب الحاجز بسرعة كمية كبيرة من الهواء خارج النهاية المفتوحة، مكونًا حلقة دوامة.
يمكن صنع واحد مدفع دوامة الهواء بسهولة في المنزل، من مجرد صندوق من الورق المقوى. نسخة تجارية للعبة ببرميل 12 بوصة (30 سـم) واسع ومفيد يصل إلى 20 قدم (6.1 م) يباع تحت اسم Air bazooka أو Airzooka.
تستخدم مدافع الهواء في بعض مدن الملاهي مثل يونيفرسال ستوديوز لإخافة أو مفاجأة الزوار.

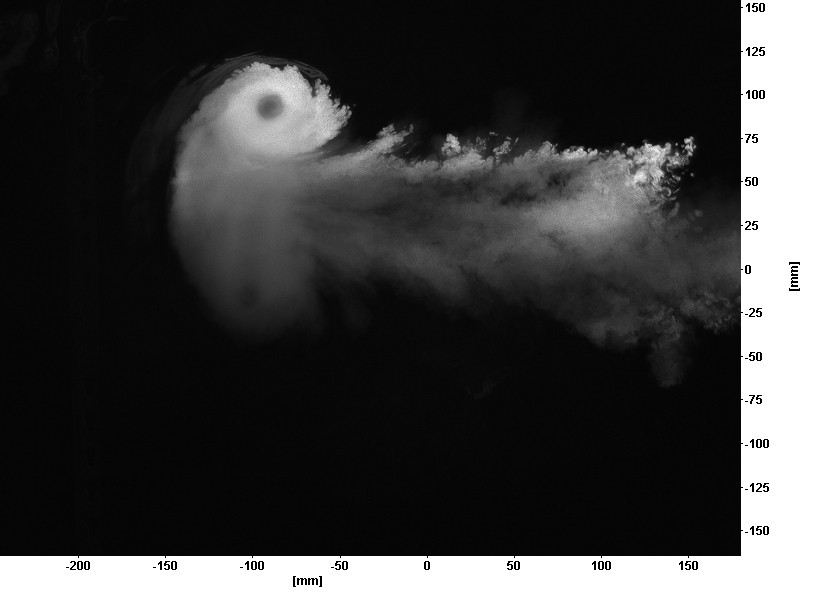
تخيل دوامة الهواء تطلق من مدفع دوامة الهواء

يمكن للعبة (اير بلستر) Wham-O Air Blaster التي تم طرحها في عام 1965 أن تطفئ الشمع على 25 قدم (7.6 م). تم تطوير Airzooka (اير زوكا) التجارية من (براين اس) قبل Brian S. ميزة Airzooka (اير زوكا) هي غشاء بالونتين فضفاض غير مرن، مشدود بحبل بنجي، بدلاً من الأغشية المرنة. هذا يسمح بإزاحة حجم أكبر بكثير من الهواء.
مدفع دوامات هوائية كبير يبلغ طوله 9 قدم (2.7 م) برميل حجم إزاحة 2,873 غالون أمريكي (10.88 م3) (US gallons) تم بناؤه في مارس 2008 في جامعة مينيسوتا ( University of Minnesota)، وكان قادرًا على إطفاء الشموع على 180 قدم (55 م).
في عام 2012، تم بناء مدفع دوامات هوائي كبير للبرنامج التلفزيوني التشيكي Zázraky přírody (زازراكي ببريرودي) (الإنجليزية: Wonders of Nature ) (عجائب الطبيعة). كانت قادرة على إسقاط جدار من الصناديق الكرتونية من 100 متر (330 قدم) فيما قيل أنه رقم قياسي عالمي.

## روابط خارجية
- مدفع دوامة مصنوع منزليًا باستخدام صناديق من الورق المقوى وآلة دخان من The URN Science Show.